# Tenjomaya
Tenjomaya is een bestuurslaag in het regentschap Cirebon van de provincie West-Java, Indonesië. Tenjomaya telt 4065 inwoners (volkstelling 2010).